# Alicja Grygier
Alicja Grygier (ur. 6 lutego 1989 w Bielsku-Białej) – polska zawodniczka jeździectwa sportowego. Uprawia dyscyplinę sportową jaką jest jeździectwo w konkurencji skoki przez przeszkody. Od 2007 roku jest członkiem Kadry Narodowej początkowo w kategorii Młodych Jeźdźców, a obecnie Seniorów.
Czterokrotnie nagradzana przez starostę powiatu bielskiego za wybitne osiągnięcia sportowe. Podczas Zawodów Międzynarodowych CSI3* Parada Jeździecka Katowice nagrodzona statuetką „Talent 2008”, podczas których rok później wywalczyła 2-gie miejsce w konkursie Grand Prix.
W roku 2009 wygrała Ranking Młodych Jeźdźców prowadzony przez Polski Związek Jeździecki, w sezonie 2010 prowadzenie to potwierdziła zdobywając Mistrzostwo Polski w tej kategorii wiekowej.
Reprezentantka polski na Mistrzostwach Europy oraz wielu zawodach międzynarodowych, na których wywalczyła wiele czołowych lokat startując jeszcze jako młodzik, a rywalizując z seniorami.
Udanie rozpoczęła rywalizację w roku 2012. Podczas wyjazdu z Reprezentacją Seniorów zajęła z drużyną 2. miejsce w Pucharze Narodów w Mińsku i przyczyniła się do zwycięstwa Polski w Challengers League FEI Nations Cup Series 2012.
W latach 2011–2013 reprezentowała klub Jantar Stryków, a od 2013 roku JKS Metpol Griodziec.

## Osiągnięcia
2013:
- 3. msc w konkursie Silver Tour podczas zawodów CSI2* Lamprechtshausen (AUT)
- 6. msc w Finale EYCUP podczas zawodów CSI2* Lamprechtshausen (AUT)

2012:
- 2. msc w konkursie GRAND PRIX podczas Zawodów Ogólnopolskich HZO2* w Lesznie
- 3. msc w konkursie GRAND PRIX WORLD CUP podczas Zawodów Międzynarodowych CSIO2* -W w Mińsku (BLR)
- 1. msc w konkursie z Jokerem 150 cm podczas Zawodów Międzynarodowych CSIO2* - W w Mińsku (BLR)
- 2. msc w konkursie PUCHARU NARODÓW podczas Zawodów Międzynarodowych CSIO2* - W w Mińsku (BLR)
- 1. msc w konkursie Dużej Rundy podczas Zawodów Ogólnopolskich CSN w Jaszkowie
- 2. msc w konkursie GRAND PRIX U25 podczas Zawodów Międzynarodowych CSI2* w Linz (AUT)
- 1. msc w konkursie U25 podczas Zawodów Międzynarodowych CSI2* w Linz (AUT)
- 2. msc w konkursie U25 podczas Zawodów Międzynarodowych CSI2* w Linz (AUT)
- 3. i 4. msc w Finale Małej Rundy podczas Zawodów Ogólnopolskich HZO2* w Lesznie
- 1. i 4. msc w konkursie Dużej Rundy podczas Zawodów Ogólnopolskich HZO2* w Lesznie
- 4. msc w konkursie Dużej Rundy podczas Zawodów Ogólnopolskich HZO3* w Lesznie

2011:
- 3. i 6. msc w konkursie GRAND PRIX podczas Zawodów Ogólnopolskich CSN w Lesznie
- 8. msc w konkursie GRAND PRIX podczas Zawodów Międzynarodowych CSI2* w Lesznie
- 4. msc w konkursie GRAND PRIX podczas Zawodów Ogólnopolskich ZO2* w Michałowicach
- 1. msc w Finale Małej Rundy podczas Zawodów Ogólnopolskich ZO2* w Warce
- 3. msc w konkursie WORLD CUP podczas Zawodów Międzynarodowych CSI3*- W w Pezinok (SVK)
- 8. msc w konkursie GRAND PRIX podczas Zawodów Międzynarodowych CSI3*- W w Pezinok (SVK)

2010:
- 1. msc w konkursie Drużynowym podczas Zawodów Międzynarodowych CSIYR w Zduchovice (CZE)
- 4. msc w konkursie PUCHARU NARODÓW podczas Zawodów Międzynarodowych CSIOYR w Lamprechtshausen (AUT)
- 1. msc w Mistrzostwach Polski Młodych Jeźdźców
- 3. msc w Finale EYCUP podczas Zawodów Międzynarodowych CSI2* w Ising (GER)
- 1. msc w Finale Ligi Śląska Seniorów

2009:
- 4. msc w konkursie GRAND PRIX podczas Zawodów Międzynarodowych CSIYR Lamprechtshausen (AUT)
- 1. msc w Mistrzostwach Śląska Seniorów
- 4. msc w Mistrzostwach Polski Młodych Jeźdźców
- 4. msc w konkursie GRAND PRIX podczas Zawodów Międzynarodowych CSI2* w Lesznie
- 2. msc w konkursie GRAND PRIX podczas Zawodów Międzynarodowych CSI2* w Katowicach

2008:
- 2. i 3. msc w konkursie GRAND PRIX podczas Zawodów Ogólnopolskich w Janowie Lubelskim
- 2. msc w Halowym Pucharze Polski Młodych Jeźdźców
- 2. msc w Finale Małej Rundy podczas Zawodów Międzynarodowych CSI3* - W w Lesznie
- 2. msc w Finale Małej Rundy podczas Zawodów Międzynarodowych CSI3* Parada Jeździecka w Katowicach

2007:
- 2 x 5. msc w konkursie Małej Rundy podczas Zawodów Międzynarodowych CSI3* Sygnity Toyota Word Cup w Warszawie
- 2. msc w Finale Ligi Śląska Juniorów
- 4. i 6. msc w konkursie Małej Rundy podczas Zawodów Międzynarodowych CSI** W w Lesznie

2006:
- 2. msc w Mistrzostwach Śląska Juniorów
- 3. msc w Mistrzostwach Polski Południowej Juniorów
- 1. msc w Halowym Pucharze Śląska Juniorów